# Catada sanguinea
Catada sanguinea là một loài bướm đêm trong họ Erebidae.